# Automobiles Rossel
Die SA des Automobiles Rossel war ein französischer Automobilhersteller.

## Unternehmensgeschichte
Frédéric Rossel gründete 1903 in Montbéliard das Unternehmen F. Rossel et Cie, das später in SA des Automobiles Rossel umbenannt wurde. Im gleichen Jahr begann die Produktion von Automobilen. Der Markenname lautete Rossel. 1926 endete die Produktion. Peugeot übernahm das Unternehmen. Es bestand keine Verbindung zu Édouard Rossel.

## Fahrzeuge
1903 erschien als erstes Modell der 22 CV mit Vierzylindermotor und Kettenantrieb. Zylinderbohrung und Kolbenhub waren mit 108 mm identisch. Der Hubraum betrug 3957 cm³. 1905 gab es den 22/26 CV mit dem gleichen Motor sowie den 28/35 CV mit 120 mm Bohrung, 110 mm Hub und 4976 cm³ Hubraum. 1906 kamen noch der 40/50 CV mit 6272 cm³ mit 110 mm Bohrung und 110 mm Hub und der 50/65 CV dazu. Das größte Modell 60/80 CV erschien 1907 mit einem Sechszylindermotor mit 12000 cm³ Hubraum. 1910 gab es die Modelle 10 CV, 12 CV mit 2651 cm³ Hubraum und 16 CV. 1913 kam der 40 CV mit Sechszylindermotor und 7464 cm³ Hubraum dazu.
Nach dem Ersten Weltkrieg bestand das Angebot aus dem bisherigen 12 CV sowie dem neuen Vierzylindermodell 25 CV mit 5500 cm³ Hubraum. 1923 kam noch ein Sechszylindermodell mit 3500 cm³ Hubraum dazu.